# Atlanta (Michigan)
Atlanta település az Amerikai Egyesült Államok Michigan államában, Montmorency megyében, melynek megyeszékhelye is. Lakosainak száma 720 fő (2020. április 1.).

## Népesség
A település népességének változása:
| Lakosok száma | 757  | 827  | 720  |
|               | 2000 | 2010 | 2020 |